# FA Charity Shield de Maldivas
La FA Charity Shield de Maldivas es el partido inaugural de cada temporada en Maldivas, en el cual se enfrentan el campeón de la Dhivehi League contra el campeón de la Copa FA de Maldivas, en la que el ganador del partido recibe un premmio monetario, aunque del total del premio, debe donar un 20% a una organización de ayuda social de su preferencia.

## Resultados
| 29 de enero de 2009 | Club Valencia                                     | 2–1 | VB Sports      | Rasmee Dhandu Stadium, Malé |                        |
|                     | Assad Abdul Ghanee 47' (pen.) · Mohamed Rifau 62' | [http://www.famaldives.com/newsdetail.php?id=33 (enlace roto disponible en Internet Archive; véase el historial, la primera versión y la última). Reporte] | Ali Ashfaq 83' | Árbitro(s): Ali Saleem      | Árbitro(s): Ali Saleem |

| 12 de marzo de 2010 | VB Sports                                                   | 3–2 | Victory SC                    | Rasmee Dhandu Stadium, Malé |  |
|                     | Ali Umar 5' (pen.) · Hüseyin Cengiz 57' · Ahmed Shaffaz 82' | [http://www.famaldives.com/newsdetail.php?id=187 (enlace roto disponible en Internet Archive; véase el historial, la primera versión y la última). Reporte] | Ibrahim Fazeel 68' (pen.) 80' |                             |  |

| 14 de febrero de 2011 | VB Sports                                                       | 4–1 (t. s.) | Victory SC         | Rasmee Dhandu Stadium, Malé |  |
|                       | Abu Desmond Mansaray 34' · Ali Ashfaq 95' 110' · Ashad Ali 108' | [http://www.famaldives.com/newsdetail.php?id=303 (enlace roto disponible en Internet Archive; véase el historial, la primera versión y la última). Reporte] | Hussain Shimaz 16' |                             |  |

| 27-3-2012 | VB Addu FC          | 1–0 (t. s.) | Victory SC | Rasmee Dhandu Stadium, Malé |                        |
|           | Shamweel Qasim 114' | Reporte     |            | Árbitro(s): Ali Saleem      | Árbitro(s): Ali Saleem |

| 26-2-2013 | New Radiant                       | 3–1     | Maziya    | Rasmee Dhandu Stadium, Malé |                         |
|           | Ashfaq 28' (pen.) · Umair 42' 55' | Reporte | 13' Ahmed | Árbitro(s): Ahmed Ameez     | Árbitro(s): Ahmed Ameez |

| 10-6-2014 | New Radiant                        | 3–1     | Maziya         | National Football Stadium, Malé |  |
|           | Shamweel Qasim 28' 40' · Fasir 59' | Reporte | 78' Assadhulla |                                 |  |

| 6 de abril de 2015 | Maziya                       | 2–0     | New Radiant | National Football Stadium, Malé |  |
|                    | 34' Rodríguez · 90+2' Nashid | Reporte |             |                                 |  |

| 5 de abril de 2016 | Maziya         | 1–0 (t. s.) | New Radiant | National Football Stadium, Malé |  |
|                    | 96' Assadhulla | Reporte     |             |                                 |  |

| 16 de febrero de 2017 | Maziya         | 1–0     | New Radiant | National Football Stadium, Malé |  |
|                       | 70' Assadhulla | Reporte |             |                                 |  |

- VB Addu FC era el club llamado VB Sports Club

## Ganadores
| Equipo        | Victorias | Años             |
| ------------- | --------- | ---------------- |
| VB Addu FC    | 3         | 2010, 2011, 2012 |
| Maziya S&RC   | 3         | 2015, 2016, 2017 |
| New Radiant   | 2         | 2013, 2014       |
| Club Valencia | 1         | 2009             |

## Goleadores Históricos
| # | Nombre               | Goles |
| - | -------------------- | ----- |
| 1 | Ali Ashfaq           | 4     |
| 2 | Shamweel Qasim       | 3     |
| 3 | Assadhulla Abdulla   | 3     |
| 3 | Ibrahim Fazeel       | 2     |
| 3 | Mohammad Umair       | 2     |
| 4 | Ashad Ali            | 1     |
| 4 | Hussain Shimaz       | 1     |
| 4 | Abu Desmond Mansaray | 1     |
| 4 | Ahmed Shaffaz        | 1     |
| 4 | Hüseyin Cengiz       | 1     |
| 4 | Ali Umar             | 1     |
| 4 | Mohamed Rifau        | 1     |
| 4 | Assad Abdul Ghanee   | 1     |
| 4 | Ahmed Rasheed        | 1     |
| 4 | Ali Fasir            | 1     |
| 4 | Pablo Rodríguez      | 1     |
| 4 | Ahmed Nashid         | 1     |

## Patrocinadores Principales
| Patrocinador | Periodo   |
| ------------ | --------- |
| Milo         | 2009–2013 |
| Lifebuoy     | 2014–     |
| Milo         | 2015–     |